# Bijwoord (adverbium)
Het adverbium is een woordsoort in het Latijn, en is te vergelijken met het Nederlandse bijwoord. Het heeft in het Latijn een simpele vervoeging.
- Bijwoorden afgeleid van bijvoeglijke naamwoorden die uitgaan op -us, -a of -um, krijgen de uitgang -e
- Bijwoorden afgeleid van bijvoeglijke naamwoorden die uitgaan op van alles (groep 3), krijgen de uitgang -(i)ter
- Voor de bijwoorden afgeleid van de vergrotende trap wordt de acc. sg. N.: -ius gebruikt (bijv. fortius)
- Bijwoorden afgeleid van de overtreffende trap die uitgaan op -us krijgen de uitgang -e (bijv. fortissime)

Voorbeeld:
- Puella pulchra pulchre cantate

Het mooie meisje zingt mooi
- Puella fortis fortiter pugnat

Het dappere meisje strijdt dapper
- Gladiator fortius pugnat

De gladiator vecht dapperder/ nogal dapper